# ロバート・リッジウェイ (鉄道技術者)
ロバート・リッジウェイ（Robert Ridgeway、1862年10月19日 - 1938年12月19日）は、昭和初期の日本で活躍したアメリカ合衆国の鉄道技術者である。

## 経歴・人物
ニューヨーク州の生まれ。ハーバード大学卒業後、ニューヨーク市交通局に勤務し、ニューヨーク市地下鉄の設計工事に携わった。
1930年（昭和5年）に日本政府の招聘により来日した。来日後、現在の東海道本線の熱海ー函南間にある丹那トンネルの設計及び工事に携わった。このトンネルは3年後の1933年（昭和8年）に完成した。その後、後の関門トンネルや東京地下鉄道（現在の東京地下鉄株式会社）が所有する路線の掘削工事にも携わる等、日本における鉄道技術の改革に貢献した。
1938年（昭和13年）に日本で死去した。